# 1740
Năm 1740 (số La Mã: MDCCXL) là một năm nhuận bắt đầu từ ngày thứ Sáu trong lịch Gregory (hoặc một năm nhuận bắt đầu từ ngày thứ ba của lịch Julius chậm hơn 11 ngày).

## Sự kiện

### Tháng 1
- Lê Duy Mật xuất quân đánh Phúc Lộc và Tiên Phong

## Sinh
- 4 tháng 2 - Carl Michael Bellman, nhà thơ, nhà soạn nhạc Thụy Điển (mất 1795)
- 16 tháng 2 - Giambattista Bodoni, nhà xuất bản và khắc Ý (mất 1813)
- Tháng 2 - Johann van Beethoven, nhạc sĩ người Đức và người cha của Ludwig van Beethoven (mất 1792)
- 7 tháng 5 - Nikolai Arkharov, cảnh sát trưởng Nga (mất 1814)
- 2 tháng 6 - Marquis de Sade, người Pháp (mất 1814)
- 6 Tháng 6 - Victor Di Lạc, quý tộc Pháp (mất 1796)
- 14 tháng 8 - Đức Giáo hoàng Pius VII (mất 1823)
- 23 tháng tám - Hoàng đế Ivan VI của Nga (mất 1764)
- 29 Tháng 9 - hoàng Go-Sakuramachi của Nhật Bản (mất 1813)
- 29 tháng 10 - James Boswell, người Scotland (mất 1795)
- Ngày chưa biết
  - Juan Andrés, dòng Tên Tây Ban Nha (mất 1817)
  - Johann Jacob Schweppe, nhà phát minh và sáng lập Công ty Schweppes (mất 1821)